# アメリカ海兵隊の連隊一覧
アメリカ海兵隊の連隊一覧（アメリカかいへいたいのれんたいいちらん）は、アメリカ海兵隊における連隊の一覧である。旅団編制を主としているアメリカ陸軍と異なり、海兵隊では連隊編制を保持しており、また歩兵連隊と砲兵連隊において名称に差異がない。

## 一覧

### 海兵連隊・海兵沿岸連隊
特記ないものは海兵歩兵連隊。
- 第1海兵連隊(1st Marine Regiment)：第1海兵師団隷下。
- 第2海兵連隊(2nd Marine Regiment)：第2海兵師団隷下。
- 第3沿岸海兵連隊(3rd Marine Littoral Regiment)：第3海兵師団隷下。海兵沿岸連隊。
- 第4海兵連隊(4th Marine Regiment)：第3海兵師団隷下。
- 第5海兵連隊(5th Marine Regiment)：第1海兵師団隷下。
- 第6海兵連隊(6th Marine Regiment)：第2海兵師団隷下。
- 第7海兵連隊(7th Marine Regiment)：第1海兵師団隷下。
- 第8海兵連隊(8th Marine Regiment)：第2海兵師団隷下。2021年廃止。
- 第9海兵連隊(9th Marine Regiment)：第3海兵師団隷下。1994年廃止
- 第10海兵連隊(10th Marine Regiment)：第2海兵師団隷下。砲兵連隊。
- 第11海兵連隊(11th Marine Regiment)：第1海兵師団隷下。砲兵連隊。
- 第12沿岸海兵連隊(12th Marine Littoral Regiment)：第3海兵師団隷下。旧砲兵連隊。海兵沿岸連隊。
- 第13海兵連隊(13th Marine Regiment)：第5海兵師団隷下。砲兵連隊。1969年廃止。
- 第14海兵連隊(14th Marine Regiment)：第4海兵師団隷下。予備役。砲兵連隊。
- 第15海兵連隊(15th Marine Regiment)：第6海兵師団隷下。1946年廃止。廃止時砲兵連隊。
- 第16海兵連隊(16th Marine Regiment)：第5海兵師団隷下。工兵連隊。1944年廃止。
- 第17海兵連隊(17th Marine Regiment)：第1海兵師団隷下。工兵連隊。1944年廃止。
- 第18海兵連隊(18th Marine Regiment)：第2海兵師団隷下。工兵連隊。1944年廃止。
- 第19海兵連隊(19th Marine Regiment)：第3海兵師団隷下。工兵連隊。1944年廃止。
- 第20海兵連隊(20th Marine Regiment)：第4海兵師団隷下。工兵連隊。1944年廃止。
- 第21海兵連隊(22st Marine Regiment)：第3海兵師団隷下。1945年廃止。
- 第22海兵連隊(22nd Marine Regiment)：第6海兵師団隷下。1946年廃止。
- 第23海兵連隊(23rd Marine Regiment)：第4海兵師団隷下。予備役。
- 第24海兵連隊(24th Marine Regiment)：第4海兵師団隷下。2013年廃止。
- 第25海兵連隊(25th Marine Regiment)：第4海兵師団隷下。予備役。
- 第26海兵連隊(26th Marine Regiment)：第5海兵師団隷下。1969年廃止。
- 第27海兵連隊(27th Marine Regiment)：第5海兵師団隷下。1969年廃止。
- 第28海兵連隊(28th Marine Regiment)：第5海兵師団隷下。1969年廃止。
- 第29海兵連隊(29th Marine Regiment)：第6海兵師団隷下。1946年廃止。

### その他
- 第1海兵パラシュート連隊(1st Marine Parachute Regiment)
- 第1戦闘兵站連隊(Combat Logistics Regiment 1)
- 第2戦闘兵站連隊(Combat Logistics Regiment 2)
- 第3戦闘兵站連隊(Combat Logistics Regiment 3)
- 第4戦闘兵站連隊(Combat Logistics Regiment 4)
- 第15戦闘兵站連隊(Combat Logistics Regiment 15)：2020年廃止。
- 第17戦闘兵站連隊(Combat Logistics Regiment 17)
- 第25戦闘兵站連隊(Combat Logistics Regiment 25)
- 第27戦闘兵站連隊(Combat Logistics Regiment 27)
- 第35戦闘兵站連隊(Combat Logistics Regiment 35)：2020年廃止。
- 第37戦闘兵站連隊(Combat Logistics Regiment 37)
- 第45戦闘兵站連隊(Combat Logistics Regiment 45)

- 海兵隊保安部隊連隊(Marine Corps Security Force Regiment)
- 海兵襲撃連隊(Marine Raider Regiment)
- 新兵訓練連隊（パリスアイランド）
- 新兵訓練連隊（サンディエゴ）
- アメリカ海兵隊負傷兵連隊(United States Marine Corps Wounded Warrior Regiment)